# Ugolino Montefeltro
Ugolino Montefeltro va ser fill de Bonconte I Montefeltro.
Bisbe de Montefeltro o San Leo, elegit el 1232, va ser deposat i excomunicat el 1245, però el 1250 es va humiliar davant el Papa i va ser perdonat i reconsagrat bisbe
El 1252 va ser el cap del partit gibel·lí a la Romanya, però va morir aquell mateix any.